# Negastrius
Negastrius — типовой род подсемейства Negastriinae из семейства жуков-щелкунов.

## Описание

### Проволочники
Покровы блестящие и покрыты редкими волосками. Мандибулы серповидно-изогнутые, перед вершиной с клиновидным добавочным зубцом и мелкими зубчиками во внутренней стороне ниже предвершинного зубца, и нет среднего зубца. Назале трёхзубчатое или однозубчатое, задняя лопасть лобной пластинки V-образная, реже близкая к бокаловидной, приустьевой пары щетинок не имеется, мезальная пара часто редуцирована. Подбородок сильно вытянутый, параллельносторонний, в пять-шесть раз длиннее ширины, с тремя-пятью парами щетинок. Кордо свободные, не сросшиеся основаниями.
Диск площадки каудального сегмента с одной-двумя парами щетинок, иногда без них.

## Экология
Проволочники живут в почве речных наносов, под пологом леса, в подстилке, иногда на пахотных угодьях (в достаточно увлажнённой зоне).

## Систематика
- Negastrius aino Lewis, 1892
- Negastrius arenicola (Boheman, 1852)
- Negastrius arnetti Stibick, 1990
- Negastrius choris (Say, 1834)
- Negastrius exiguus (Randall, 1838)
- Negastrius extricatus Fall 1926
- Negastrius hieroglyphicus Say 1839
- Negastrius nadezhdae Dolin, 1971
- Negastrius ornatus (LeConte, 1853)
- Negastrius pagmanus
- Negastrius pulchellus (Linnaeus, 1761)
- Negastrius sabulicola (Boheman, 1851)
- Negastrius yosiii